# Kepler-1708b I
Kepler-1708b I és un candidat a l'exolluna que pot orbitar al voltant de l'exoplaneta Kepler-1708b, que es troba a uns 5500 anys llum del Sistema solar.
També es poden veure anotacions com Kepler 1708b-i. Kepler-1708b I és el segon candidat a l'exolluna, després de Kepler-1625b I.

## Descobriment
Es va dur a terme un estudi de 70 planetes gegants més freds que podrien albergar exollunes, descobertes pel telescopi espacial Kepler per mitjà de l'observació de trànsits; només Kepler-1708b va ser nomenat com a candidat per tenir satèl·lits. Un document que informava del possible descobriment de Kepler-1708b I es va enviar a arXiv el 12 de gener de 2022. La taxa de falsos positius per a Kepler-1708b I és només de l'1%, amb una probabilitat encara menor que el suposat senyal de satèl·lit pugui ser degut a un exoplaneta desconegut que no sigui Kepler-1708b que orbita al voltant de Kepler-1708. Tot i que no hi ha proves que Kepler-1708b I no sigui una exolluna en aquest moment, encara es troba en l'etapa de candidat, i calen observacions de seguiment futures per confirmar la seva existència. Es poden observar observacions addicionals del trànsit Kepler-1708b I i variacions de temps de trànsit si es fan observacions futures pel telescopi espacial Hubble, telescopi espacial James Webb, PLATO, etc. S'espera que es produeixi el proper trànsit. el 24 de març de 2023.

## Característiques
Es diu que Kepler-1708b I és un minineptú o possiblement una superterra amb un radi d'uns 2,6 radis terrestres. Aquesta és una mida molt més petita que Kepler-1625b I. Kepler-1708b I orbita a una distància de 740.000 quilòmetres de Kepler-1708b, amb un període d'uns 4,6 dies, en el mateix pla que l'òrbita del planeta al voltant de l'estrella.